# Evolution (álbum de Anastacia)
Evolution es el séptimo álbum de estudio de la artista estadounidense Anastacia. El álbum fue lanzado el 15 de septiembre de 2017 a través de Four Eyez Productions, Polydor Records y Universal Music Group. Esto marca el primer álbum de material original de Anastacia en tres años desde Resurrection (2014). Es un álbum de pop rock con elementos de dance. El álbum fue precedido por el lanzamiento de un sencillo: "Caught in the Middle".

## Antecedentes
El álbum fue grabado y producido por Anders Bagge y grabado en Estocolmo, mientras aún estaba de gira durante el verano de 2016 durante todo el año. Sobre el título del álbum, Anastacia dijo: "Al principio quería titular este álbum Stamina, pero la palabra sonaba demasiado clínica. Cuando la escribí, me di cuenta de que era más fuerte de lo que pensaba. Me gustaría despertar fuerza y coraje en mi los oyentes también". Universal Music Group describe el álbum como energía pura con números de rock explosivos, canciones pop pegadizas y baladas conmovedoras. Anastacia actuó en Austria el 1 de septiembre de 2017 en "Starnacht in Der Wachau" y Nürburgring en Alemania el 10 de septiembre de 2017 para promocionar el álbum. Del 10 al 14 de septiembre, Anastacia realizó varias entrevistas en estaciones de radio, como Bayern 1, RTL Radio Center, Hamburg Zwei y Hamburg Journal. En Alemania, Anastacia presentará su nuevo álbum en el programa de entrevistas alemán Riverboat el 29 de septiembre de 2017.

## Recepción crítica
The Guardian calificó el álbum con 3 de 5 estrellas con una crítica mixta del álbum "Evolution, su séptimo álbum, es poco probable que la impulse de nuevo a niveles similares de estrellato, pero una vez más ofrece una alternativa bienvenida al estado actual del pop. quo: un sonido ligeramente nauseabundo que mezcla cantos de rimas infantiles con una producción fuerte y abrasiva. Logrando sentirse himno de una manera más suave y melódica más agradable, su composición demuestra ser tan sólida como las todavía inimitables flautas de Anastacia, saltando de género entre rock, dance y música más lenta, números de estilo musical con destreza y calidez".

## Sencillos
El sencillo principal "Caught in the Middle" fue escrito por Anders Bagge, Lauren Dyson, Javier Gonzalez y Ninos Hanna y fue lanzado en iTunes y Spotify el 28 de julio de 2017. La canción tuvo algunos problemas técnicos con su lanzamiento en el Reino Unido, por lo que solo se lanzó 3 días después. El video del sencillo se lanzó una semana después, el 4 de agosto de 2017, en VEVO y, al igual que le sucedió a Spotify, el video solo estuvo disponible en el Reino Unido tres días después y tuvo más de 250 000 visitas en esa primera semana.

## Lista de canciones
| Evolution |                          |                       |          |  |
| N.º       | Título                   | Productor(es)         | Duración |  |
| 1.        | «Caught in the Middle»   | Bagge, Yei Gonzalez   | 2:55     |  |
| 2.        | «Redlight»               | Bagge, Y. Gonzalez    | 3:14     |  |
| 3.        | «Stamina»                | Bagge, Johan Röhr     | 3:45     |  |
| 4.        | «Boxer»                  | Bagge, Röhr           | 3:48     |  |
| 5.        | «My Everything»          | Bagge, Röhr           | 3:05     |  |
| 6.        | «Nobody Loves Me Better» | Bagge, Ahlm           | 3:22     |  |
| 7.        | «Reckless»               | Biancaniello, Watters | 3:07     |  |
| 8.        | «Not Coming Down»        | Y. Gonzalez, Bagge    | 3:21     |  |
| 9.        | «Before»                 | Redtzer, Bagge        | 3:48     |  |
| 10.       | «Pain»                   | Bagge, Y. Gonzalez    | 3:52     |  |
| 11.       | «Why»                    | Röhr, Bagge           | 4:17     |  |
| 12.       | «Boomerang»              | Fields, Y. Gonzalez   | 3:03     |  |
| 13.       | «Higher Livin'»          | Geringas, Grahn       | 3:16     |  |